# Páris András
Páris András (Budapest, 1954. december 1. – Siófok, 2023. március 29.) magyar ügyvéd, politikus, országgyűlési képviselő.

## Életpályája

### Iskolái
Az általános és a középiskolai tanulmányait a fővárosban végezte el. 1973-ban érettségizett a Táncsics Mihály Gimnáziumban. 1974–1979 között az Eötvös Loránd Tudományegyetem Jogtudományi Karának hallgatója volt.

### Pályafutása
1973–1974 között – előfelvételisként – sorkatonai szolgálatot teljesített Kalocsán. 1979-től tagja volt a Magyar Jogász Szövetségnek. 1979–1982 között Siófokon ügyvédjelölt volt. 1982–1991 között ügyvédként dolgozott. 1991-től egyéni ügyvéd volt. 

### Politikai pályafutása
1989-től a SZDSZ tagja volt. 1990–1994 között, valamint 1997–1998 között a Honvédelmi bizottság tagja volt. 1990–1998 között országgyűlési képviselő (1990–1994: Siófok; 1994–1998: Somogy megye) volt. 1991–1994 között a Személyi ügyek, szervezésének tagja volt. 1994–1995 között a Környezetvédelmi bizottság tagja volt.

## Családja
Szülei Páris Gyula (1927–?) a Központi Fizikai Kutatóintézet mérnöke és Csatáry Sára (1926–?) voltak. 1993-ban házasságot kötött Farkas Kingával.